# 2046
|  | Denne artikel beskriver en fremtidig begivenhed Denne artikel eller sektion handler om planlagt eller forventet fremtidig begivenhed. Der kan forekomme spekulativ information, og indholdet kan ændres dramatisk når begivenheden nærmer sig og mere information bliver tilgængelig. |

| 2046               |
| ------------------ |
| Dødsfald - Fødsler |
|                    |

| Gregoriansk kalender | 2046 MMXLVI             |
| Ab urbe condita      | 2799                    |
| Armensk kalender     | 1495 ԹՎ ՌՆՂԵ            |
| Kinesiske kalender   | 4742 – 4743 乙丑 – 丙寅 |
| Etiopisk kalender    | 2038 – 2039             |
| Jødisk kalender      | 5806 – 5807             |
| Hindukalendere       |                         |
| - Vikram Samvat      | 2101 – 2102             |
| - Shaka Samvat       | 1968 – 1969             |
| - Kali Yuga          | 5147 – 5148             |
| Iransk kalender      | 1424 – 1425             |
| Islamisk kalender    | 1469 – 1470             |

2046 (MMXLVI) begynder året på en mandag. Påsken falder dette år den 25. marts.
Se også 2046 (tal)

## Film
- Filmen Doom, inspireret af computerspillet Doom, foregår dette år.

| År | Spire Denne artikel om et år, årti, århundrede eller årtusinde er en spire som bør udbygges. Du er velkommen til at hjælpe Wikipedia ved at udvide den. |